# Jean-Pierre Cros-Mayrevieille
Jean-Pierre Cros-Mayrevieille (Carcassonne, 31 agosto 1810 – Narbona, 16 ottobre 1876) è stato un archeologo e storico francese, fautore della conservazione della Città fortificata storica di Carcassonne.

## Biografia
Studiò al Collegio di Carcassonne e all'età di vent'anni intraprese gli studi di giurisprudenza che gli valsero una laurea, quindi un dottorato di ricerca in diritto romano e uno in diritto francese. Nel 1830 pubblicò uno studio sul corso di filosofia di Gatien-Arnault. Quattro anni dopo, sul "Journal des connaissances utiles" scrisse un progetto di associazione per l'istruzione primaria popolare. Nella rivista politica e letteraria di Tolosa, pubblicò cinque articoli politici, economici e statistici sull'Aude. Infine, diede alle stampe un libro di memorie sul miglioramento della situazione dei lavoratori.
Nel 1837 fondò il quotidiano L'Aude Journal des Progrès con l'avvocato Théophile Marcou come redattore capo. Cros-Mayrevieille si occupava di una sezione educativa su economia, agricoltura, industria e trasporti.
Lo stesso anno pubblicò, sotto il nome di Jean-Pierre de la Croix, La vita di Félix Armand, parroco di Saint-Martin-Lis, vicino a Quillan (Aude), iniziatore dell'apertura della via di Pierre Lys che accede all'alta valle dell'Aude, comunemente chiamata " Buco del prete", vicino a Quillan. 
Per undici anni, dal 1837 al 1848, fu consigliere municipale della città di Carcassonne ed entrò a far parte della Società delle arti e delle scienze. Sempre preoccupato per le condizioni dei lavoratori e della loro istruzione, votò per la creazione del primo asilo a Carcassonne.

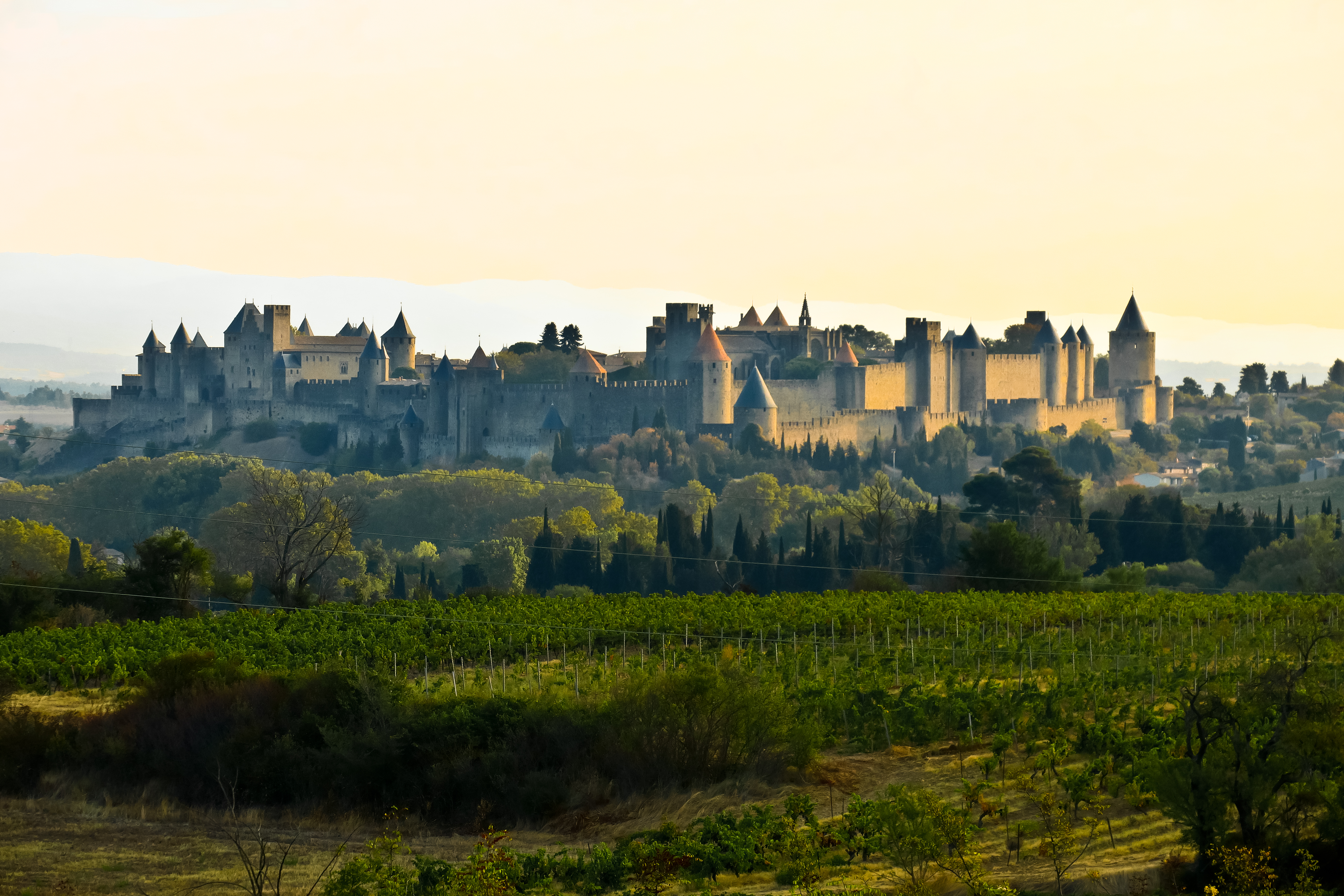
La Città fortificata storica di Carcassonne

### Il "salvatore" di Carcassonne
Nel 1839, scoprì la tomba del vescovo Guillaume Radulphe nella cappella sud dell'ex Basilica di Saint-Nazaire e chiese alle autorità competenti la protezione dell'edificio come monumento storico. La sua richiesta si concluse con la classificazione della basilica. Continuò con grande perseveranza e portò all'annullamento del decreto che autorizzava la distruzione totale delle mura della città, un "vandalismo di stato" come lui diceva. Le sue ricerche storiche e archeologiche portarono in particolare, nel 1850, alla pubblicazione dedicata ai Monuments de Carcassonne.
Per ridurre le inondazioni dell'Aude, sviluppò la pianura di Mayrevieille e vi allestì degli orti e giardini. Acquisì quindi il dominio storico di Donos che era stato dato da Carlo Magno a un visigoto di nome Gomezinde.

## Pubblicazioni
- Histoire du comté et de la vicomté de Carcassonne, précédée de recherches historiques sur Carcassonne et son histoire sous les Volkes, les Romains, les Wisigoths et les Sarrazins, t. 1, 1846 ; t. 2, 1896
- Les Monuments de Carcassonne, 1850
- La Méthodologie des sciences morales et politiques appliquée à la science de l'histoire, Paris et Leipzig, 1848
- Monuments de la cité et de la Ville-Basse de Carcassonne, 1835 et rééditions
- Vie de Félix Armand, curé de Saint-Martin-Lis, près de Quillan (Aude) (sous le pseudonyme de J-P de la Croix), 1837
- Personne et domicile, traité sur la liberté individuelle,1840
- Fondation de {l'Aude Journal des Progrès}, 1838
- Notice sur la chapelle de Guillaume Radulphe,1839
- De l'établissement de la classe des agriculteurs, proposition pour la reconnaissance des métiers, 1856
- Mémoire sur deux vases celtiques trouvés sur le territoire de Carsac, à Mayrevieille, 1843.